# The Greatest Day - Take That Present: The Circus Live
The Greatest Day - Take That Present: The Circus Live è il primo album live dei Take That pubblicato nel 2009.
È stato registrato al Wembley Stadium di Londra durante il The Circus Live.

## Tracce

### Disco 1: Concerto
1. Greatest Day – 4:18
2. Hello – 3:49
3. Pray – 4:00
4. Back for Good – 4:01
5. The Garden – 5:18
6. Shine – 3:46
7. Up All Night – 3:58
8. How Did It Come to This – 4:07
9. The Circus – 3:36
10. What Is Love – 5:55
11. Said It All – 4:07
12. Never Forget – 5:28
13. Patience – 3:20
14. Relight My Fire – 4:34
15. Hold Up a Light – 4:29
16. Rule the World – 5:42

### Disco 2: Sessioni in studio agli Abbey Road
1. The Garden – 4:54
2. How Did It Come to This – 2:42
3. Greatest Day – 3:24
4. Up All Night – 3:22
5. Patience – 3:20
6. What Is Love – 3:42
7. The Circus – 3:47
8. Shine – 3:42
9. Rule the World – 3:54
10. Julie – 3:54
11. Said It All – 4:17